# 中村守手
中村 守手（なかむら もりて、1820年3月25日（文政3年2月12日） - 1882年（明治15年）2月4日）は、幕末から明治期の国学者。本姓は永井。通称は富得、文太夫、三千雄。号は西涯、甲文丘、鼎山。

## 生涯
文政3年（1820年）生まれ。出雲大社の神官であり国学者の中村文太夫守臣の養子となり、国学や和歌を学んだ。明治2年（1869年）松江藩藩校修道館の教授となる。のち熊野神社宮司。易学、軍学にも通じた。